# In je city (Sku sku)
In je city (Sku sku) is een lied van de Nederlandse rappers en youtubers Chavanté en Kleine John. Het werd in 2022 als single uitgebracht en stond in hetzelfde jaar als tweede track op de ep Lucky X Wonder.

## Achtergrond
In je city (Sku sku) is geschreven door Chavanté Palm, Kleine John en Shinna Jagga en geproduceerd door Shinna. Het is een nummer dat past in het genre nederhop. In het lied rappen de artiesten over waarom een meisje met hun wil zijn en hoe cool zij zelf zijn. Het is niet de eerste keer dat Chavanté en Kleine John met elkaar samenwerken. Naast de gezamenlijke ep Lucky X Wonder, hadden zij ook de bescheiden hit C'est la vie samen. 

## Hitnoteringen
De artiesten hadden bescheiden succes met het lied in Nederland. Het kwam tot de 65e plaats van de Single Top 100 in de twee weken dat het in deze hitlijst te vinden was. De Top 40 en haar Tipparade werden niet bereikt.